# Colt Anaconda
Colt Anaconda — крупнокалиберный револьвер с ударно-спусковым механизмом двойного действия, выпускавшийся в 1990—1999 годах на Colt’s Manufacturing Company. Anaconda похож на Colt Python, но имеет усиленную раму и барабан для использования более мощных патронов типа .44 Magnum и .45 Colt. Из-за большого веса применение Colt Anaconda в качестве служебного оружия признано нецелесообразным; револьвер, в основном, используется для охоты и спорта.

## Разработка
Изготовленный на усиленной раме Colt Anaconda был создан для того, чтобы составить конкуренцию уже имевшимися моделям типа .44 Magnum — таким, как Smith & Wesson Model 29, Ruger Redhawk, Ruger Blackhawk и револьверам производства компании Dan Wesson Firearms. Учитывая, что многие из этих моделей были в продаже уже 35 лет, появление Colt Anaconda на рынке крупнокалиберных пистолетов оказалось запоздалым. В отличие от большинства других пистолетов, разработанных в 1980-х и 1990-х годах, Anaconda никогда не изготовлялся из воронёной высокоуглеродистой стали — только из нержавеющей. Первые модели обладали плохой кучностью, но после доработки ствола Anaconda стал считаться одним из самых точных револьверов типа .44 Magnum. Colt Anaconda предназначен в первую очередь для энтузиастов стрелкового  спорта и охотников, так как он слишком велик для правоохранительных органов и сложен для скрытой переноски. Компания Colt официально прекратила производство Colt Anaconda и многих других револьверов двойного действия в октябре 1999 года, но некоторые модели были доступны на заказ до 2001 года.

## Anaconda 2021
22 марта 2021 года компания объявила о возобновлении производства линейки револьверов в двух версиях с 15,2 (6") или 20,32 см (8") стволом.
Новая модель получила усовершенствования, свойственные всем обновлённым револьверам Colt, производство которых было возобновлено после 2016 года, переработан УСМ револьвера, внешне заметны отличия в форме курка и спускового крючка. Изменилась форма крышки рамки, убран характерный прилив в нижней части за окном барабана.

## Описание

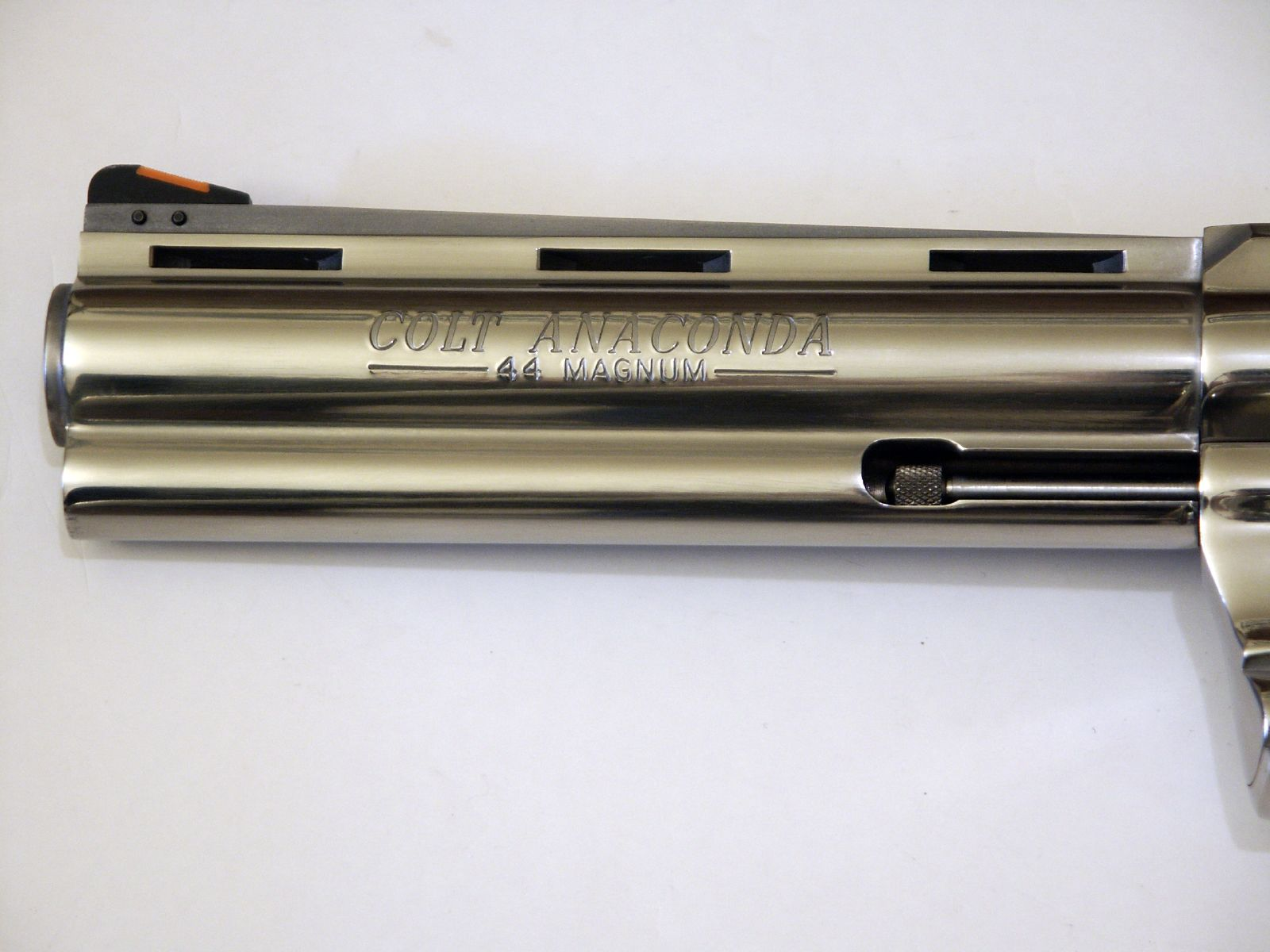
Ствол Colt Anaconda крупным планом

Первоначально Colt Anaconda выпускался под патрон .44 Magnum, но в 1993 году  стал предлагаться также и в варианте .45 Colt. Его конструкция основана на семействе MK V, похожа на Colt King Cobra, но рамка имеет больший размер, ствол с вентилируемой планкой и длинным пеналом экстрактора напоминает ствол револьвера Colt Python. На револьверы ставился четырёх-, шести- или восьмидюймовый ствол. Рукоятка делалась из неопрена с рифлением. Прицельные приспособления открытые с красной вставкой в мушку и регулируемым целиком с белой меткой . Некоторые револьверы поставлялись с завода подготовленными для установки оптического прицела. УСМ этих моделей наиболее качественный. Тяжёлая и прочная конструкция также помогает поглощать отдачу, что уменьшает нагрузки и позволяет вести относительно лёгкую стрельбу.